# Nazionale maschile under 21 di football americano dell'Uruguay
La nazionale Under-21 di football americano dell'Uruguay è la selezione maschile di football americano della LUFA che rappresenta l'Uruguay nelle varie competizioni ufficiali o amichevoli riservate a squadre nazionali Under-21.

## Dettaglio stagioni

### Tornei

#### Silver Bowl
| Stagione | regular season | regular season | regular season | regular season | regular season | regular season | playoff | playoff | playoff | playoff | playoff | playoff   | playoff    |
|          | Vin            | Par            | Per            | Tot            | PF             | PS             | Vin     | Per     | Tot     | PF      | PS      | risultato | avversaria |
| -------- | -------------- | -------------- | -------------- | -------------- | -------------- | -------------- | ------- | ------- | ------- | ------- | ------- | --------- | ---------- |
| 2010     |                |                |                |                |                |                | 0       | 1       | 1       | 0       | 12      | Secondi   | Argentina  |
| 2011     |                |                |                |                |                |                | 0       | 1       | 1       | 0       | 12      | Secondi   | Argentina  |
| 2012     |                |                |                |                |                |                | 1       | 0       | 1       | 8       | 5       | Campioni  | Argentina  |
| 2013     |                |                |                |                |                |                | 1       | 0       | 1       | 13      | 7       | Campioni  | Argentina  |
|          |                |                |                |                |                |                |         |         |         |         |         |           |            |
| Totale   |                |                |                |                |                |                | 2       | 2       | 4       | 21      | 36      |           |            |

#### Pacífico-Atlántico Bowl
| Stagione | regular season | regular season | regular season | regular season | regular season | regular season | playoff | playoff | playoff | playoff | playoff | playoff | playoff   |            |
|          | Vin            | Par            | Per            | Tot            | PF             | PS             | Vin     | Par     | Per     | Tot     | PF      | PS      | risultato | avversaria |
| -------- | -------------- | -------------- | -------------- | -------------- | -------------- | -------------- | ------- | ------- | ------- | ------- | ------- | ------- | --------- | ---------- |
| 2011     |                |                |                |                |                |                | 1       | 0       | 0       | 1       | 21      | 14      | Campioni  | Cile       |
| 2012     |                |                |                |                |                |                | 1       | 0       | 0       | 1       | 16      | 6       | Campioni  | Cile       |
|          |                |                |                |                |                |                |         |         |         |         |         |         |           |            |
| Totale   |                |                |                |                |                |                | 2       | 0       | 0       | 2       | 37      | 20      |           |            |

### Riepilogo partite disputate
| Anno             | Luogo        | Evento                     | Fase del torneo | Incontro            | Risultato   |
| 4 dicembre 2010  | Buenos Aires | Silver Bowl 2010           |                 | Argentina - Uruguay | 12 - 0      |
| 23 aprile 2011   | Montevideo   | Pacífico-Atlántico Bowl I  |                 | Uruguay - Cile      | 21 - 14     |
| 3 dicembre 2011  | Montevideo   | Silver Bowl 2011           |                 | Uruguay - Argentina | 0 - 12      |
| 16 novembre 2012 | Maipú        | Pacífico-Atlántico Bowl II |                 | Cile - Uruguay      | 6 - 16      |
| 1º dicembre 2012 | Montevideo   | Silver Bowl 2012           |                 | Uruguay - Argentina | 8 - 5       |
| 7 dicembre 2013  | Buenos Aires | Silver Bowl 2013           |                 | Argentina - Uruguay | 7 - 13 o.t. |

## Confronti con le altre Nazionali
Questi sono i saldi dell'Uruguay nei confronti delle Nazionali incontrate.

### Saldo positivo
| Nazionale | Giocate | Vinte | Pareggiate | Perse | PF | PS | Ultima vittoria | Ultimo pari | Ultima sconfitta |
| --------- | ------- | ----- | ---------- | ----- | -- | -- | --------------- | ----------- | ---------------- |
| Cile      | 2       | 2     | 0          | 0     | 37 | 20 | 2012            | -           | -                |

### Saldo in pareggio
| Nazionale | Giocate | Vinte | Pareggiate | Perse | PF | PS | Ultima vittoria | Ultimo pari | Ultima sconfitta |
| --------- | ------- | ----- | ---------- | ----- | -- | -- | --------------- | ----------- | ---------------- |
| Argentina | 4       | 2     | 0          | 2     | 21 | 36 | 2013            | -           | 2011             |